# James Brewerton
 (décembre 2011).
James Brewerton (né à St Asaph le 17 novembre 1979) est un footballeur gallois évoluant au poste de défenseur dans le club de Bangor City.
Il est champion du pays de Galles 2010-2011.

## Carrière
Brewerton est formé au club de Rhyl et il réalise notamment un essai, non concluant, aux Wolverhampton Wanderers. 
Il est sélectionné pour l'équipe nationale du pays de Galles dans la catégorie des moins de 18 ans.
Il fait ses débuts en Ligue des champions le 14 juillet 2004 à l'occasion du match Skonto Riga-Bangor City (défaite 4-0).

## Palmarès
Bangor City
- Championnat
  - Vainqueur : 2011.
- Coupe du pays de Galles
  - Vainqueur : 2009 et 2010.